# ザ・モーションコミック
『ザ・モーションコミック』は、かつて徳間書店が刊行していた漫画雑誌。

## 概要
1983年1月20日、『アニメージュ』の増刊誌として創刊。Vol.1 - Vol.4までは季刊だったが、Vol.5から隔月刊になる。『アニメ感覚の新しいコミック』というキャッチコピーを掲げ、アニメーターに漫画を描かせるという新しい試みを行った。
本誌の代表的な作品は、『アモン・サーガ』、『バース』で、これらの作品は後にアニメ化された。
1985年2月1日のVol.11で休刊。

## 主な掲載作品
- トラブル専科（いづぶちゆたか）
- GBボンバーII（いのまたむつみ）
- バース（金田伊功）
- アモン・サーガ（作：夢枕獏、画：天野喜孝）
- あいのモーションシアター（なにわあい）
- HALまきべんとう（美樹本晴彦）
- Unbalance angle ミナミ（湖川友謙）
- 無敵少女ラミー（作：石川賢、画：平野俊弘）
- 夢の中へ（なかむらたけし）
- ひらきなおってマイヒーロー（越智一裕）
- ほちょっぷてん・すたじお（芦田豊雄）
- くあ★TEROのロードショー（くあ★TERO）
- オレンジトリップ0926（服部あゆみ）
- ザ・リバイバル・オブ・マジンガースピリット（榎本明広）
- P・A・O&BOY（湖川友謙）

## モーションブックス（漫画単行本レーベル）
本誌には、『モーションブックス』という漫画単行本レーベルが存在する。しかし出版された作品は一部で、本誌に掲載された多くの作品は単行本未収録となっている。